# Кислая Оять
Кислая Оять — река в России, протекает по территории Лодейнопольского района в Ленинградской области. Устье реки находится в 1,5 км по левому берегу Свири. Длина реки — 10 км.

## Данные водного реестра
По данным государственного водного реестра России относится к Балтийскому бассейновому округу, водохозяйственный участок реки — Свирь, речной подбассейн реки — Свирь (включая реки бассейна Онежского озера). Относится к речному бассейну реки Нева (включая бассейны рек Онежского и Ладожского озера).
Код объекта в государственном водном реестре — 01040100812102000013260.